# Shamli (Distrikt)
Der Distrikt Shamli (Hindi: शामली ज़िला, Urdu ضلع شاملی), 2011 bis 2012 Distrikt Prabuddha Nagar, ist ein Distrikt im indischen Bundesstaat Uttar Pradesh und Teil der National Capital Region. Sitz der Verwaltung ist der gleichnamige Ort Shamli.

## Geografie
Der Distrikt liegt in der Tiefebene des Ganges. Er grenzt im Norden an den Distrikt Saharanpur, im Osten an den Distrikt Muzaffarnagar, im Süden an den Distrikt Baghpat und im Westen an den Bundesstaat Haryana. Die Yamuna fließt durch den Distrikt.

## Geschichte
Der Distrikt wurde am 28. September 2011 auf Veranlassung der damaligen Chief Ministerin von Uttar Pradesh Mayawati aus den beiden Tehsils Kairana und Shamli des Distrikts Muzaffarnagar geschaffen. Der neue Distrikt erhielt den Namen Distrikt Prabuddha Nagar.
Am 23. Juli 2012 benannte die Regierung des neu im Februar/März 2012 neu gewählten Chief Ministers Akhilesh Yadav (Samajwadi Party) den Distrikt in Distrikt Shamli um, nach dem Hauptort und Verwaltungssitz des Distrikts.

## Bevölkerung
Nach der Volkszählung 2011 hatten die beiden Tehsils, aus denen später der Distrikt Shamli entstand, zusammen 1.273.578 Einwohner. Mit 1091 Einwohnern pro Quadratkilometer (bei einer Fläche von 1167,58 km²) war der Distrikt sehr dicht besiedelt. Der Distrikt ist dennoch ländlich geprägt, da 887.476 Bewohner (69,68 %) in Landgemeinden wohnten. Die restlichen 386.102 Einwohner lebten in städtischen Gebieten.
Der Distrikt Shamli gehört zu den Gebieten Indiens, die nur eine kleine Anzahl von Angehörigen der „Stammesbevölkerung“ (scheduled tribes) aufweisen. Zu ihnen gehörten (2011) 107 Personen. Es gibt zudem 141.263 Dalits (scheduled castes) (11,09 Prozent der Distriktsbevölkerung) im Distrikt.

### Bevölkerungsentwicklung
Wie überall in Indien wächst die Einwohnerzahl im Distrikt Shamli seit Jahrzehnten stark an. Die Zunahme betrug in den Jahren 2001–2011 mehr als 15 Prozent (15,28 %). In diesen zehn Jahren nahm die Bevölkerung um rund 170.000 Menschen zu. Die Entwicklung verdeutlicht folgende Tabelle:

### Bedeutende Orte
Im Distrikt gibt es mit Shamli nur eine einzige Großstadt. Weitere Städte sind Ailam, Banat, Garhi Pukhta, Jalalabad, Jhinjhana, Kairana, Kandhla, Thana Bhawan und Unn.

### Bevölkerung nach Geschlecht
Der Distrikt hatte 2011 – für Indien üblich – mehr männliche als weibliche Einwohner. Von der gesamten Einwohnerschaft von 1.273.578 Personen waren 677.614 (53,21 Prozent der Bevölkerung) männlichen und 595.964 (46,79 %) weiblichen Geschlechts. 

### Bevölkerung nach Sprachen
Die Bevölkerung des Distrikts Shamli ist sprachlich einheitlich. Die beiden Hauptsprachen Hindi und Urdu werden von zusammen über 99 Prozent der Einwohner gesprochen. Die weitverbreitetsten Sprachen zeigt die folgende Tabelle:
| 2011                                   | 1.126.298 | 88,44 | 5797 | 0,46 | 139.686 | 10,97 | 1.273.578 | 100,00 % |
| Quelle: Ergebnis der Volkszählung 2011 |           |       |      |      |         |       |           |          |

### Bevölkerung nach Bekenntnissen
Fast die gesamte Einwohnerschaft besteht aus Anhängern des Hinduismus und des Islam. Im Tehsil Shamli dominieren die Hindus (67,08 Prozent Anteil an der Bevölkerung). Im Tehsil Kairana allerdings gibt es eine muslimische Bevölkerungsmehrheit von 52,94 Prozent. Die genaue religiöse Zusammensetzung der Bevölkerung zeigt folgende Tabelle:
| Jahr                                   | Buddhisten | Buddhisten | Christen | Christen | Hindus  | Hindus | Jainas | Jainas | Muslime | Muslime | Sikhs | Sikhs | Andere | Andere | keine Angaben | keine Angaben | Total     | Total    |
| Jahr                                   | Zahl       | %          | Zahl     | %        | Zahl    | %      | Zahl   | %      | Zahl    | %       | Zahl  | %     | Zahl   | %      | Zahl          | %             | Zahl      | %        |
| -------------------------------------- | ---------- | ---------- | -------- | -------- | ------- | ------ | ------ | ------ | ------- | ------- | ----- | ----- | ------ | ------ | ------------- | ------------- | --------- | -------- |
| 2011                                   | 115        | 0,01       | 1272     | 0,17     | 727.093 | 57,09  | 4065   | 0,32   | 531.510 | 41,73   | 7322  | 0,57  | 33     | 0,00   | 1312          | 0,10          | 1.273.578 | 100,00 % |
| Quelle: Ergebnis der Volkszählung 2011 |            |            |          |          |         |        |        |        |         |         |       |       |        |        |               |               |           |          |

## Verwaltung
Der ursprünglich nur zwei Tehsils zählende Distrikt ist heute in die drei Tehsils Kairana, Shamli und Unn unterteilt. Im Distrikt gibt es 230 Räte für 352 Ortschaften.